# Pollenzone

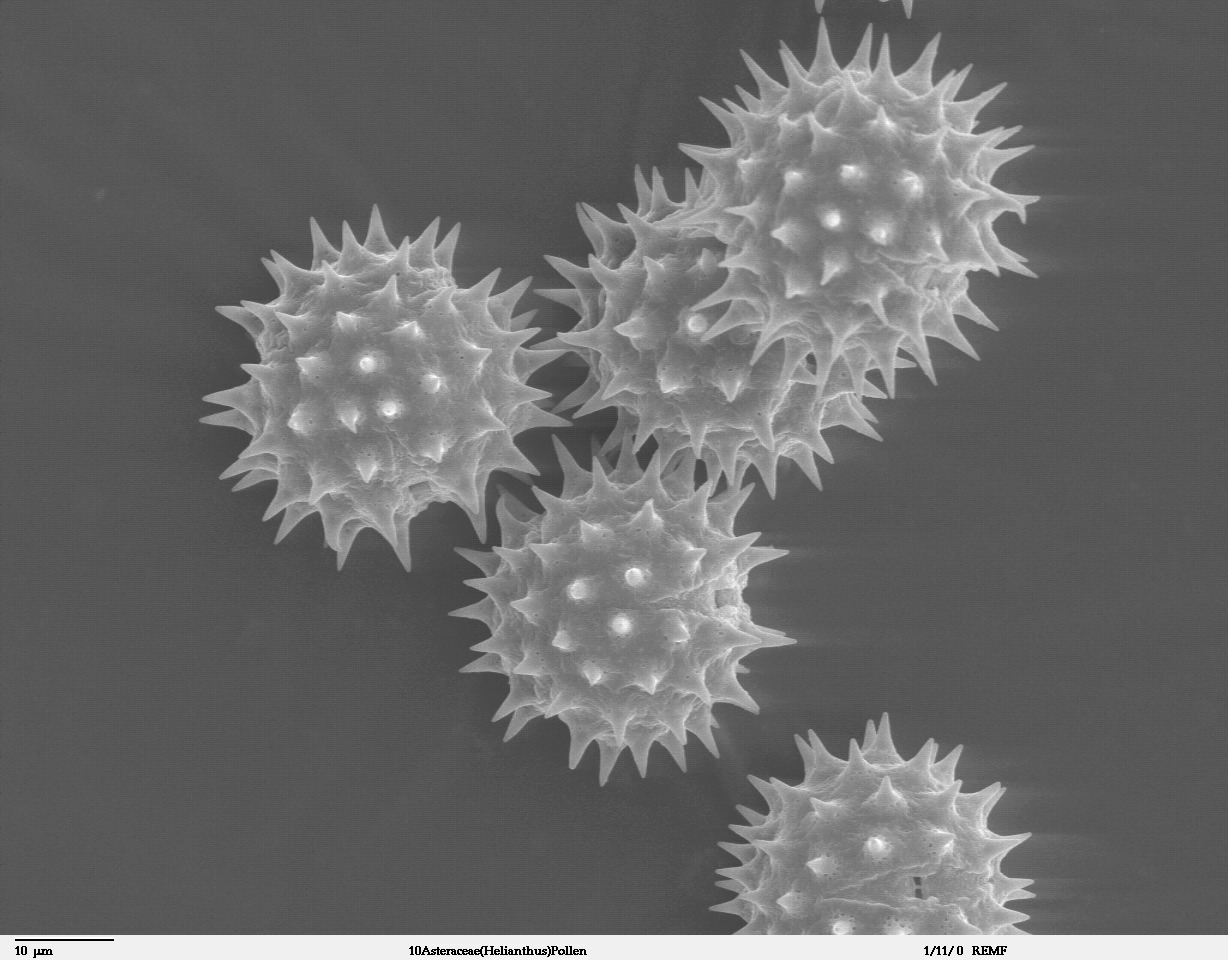
Helianthus annuus Pollen

Pollenzonen sind durch unterschiedliche Verteilung von Pollen in verschiedenen Tiefen der Ablagerungen in Seen oder Mooren unterscheidbare Zonen. Auf diese Weise lassen sich zeitliche Vegetationsentwicklungen erschließen.

## Forschungsgeschichte
Begründet wurde dieser Forschungszweig durch Arbeiten der schwedischen Wissenschaftler Axel Gudbrand Blytt (1876) und Rutger Sernander (1908). Sie unterteilten zunächst nur das Holozän auf Grund von Zersetzungsphasen der Torfe in verschiedenen Tiefen in eine Proto- oder Vorwärmephase, eine meso- oder Wärmephase und eine telokratische oder Nachwärmephase, die sogenannte Blytt-Sernander-Sequenz.
Die Forschungen wurden im Folgenden sowohl in das Spätglazial zeitlich ausgeweitet, als auch durch genauere Analysen der Pollenschichtungen zur eigentlichen Palynologie verfeinert und für verschiedene Bereiche getrennt durchgeführt:
In Schweden führte v. a. Lennart von Post (1916) und Nilsson (1935, 1964) die Arbeiten fort, für Dänemark v. a. Knud Jessen (1935) und Johannes Iversen (1954), für die Britischen Inseln Jessen (1949) und Harry Godwin (1956), für Deutschland Franz Firbas (1949) und Fritz Overbeck (1975).
Einen hervorragenden Überblick über die deutsche Forschungsgeschichte bis in die Gegenwart enthält die Dissertation von Heike Schneider (2002).
Die Palynologie findet mittlerweile weltweit Anwendung.

## Arbeitsweise
Mittels eines Hohlkernbohrers werden Bohrkerne aus Mooren oder Seeablagerungen (Sedimenten) gezogen. Diese werden in feinen Schichten aufgeschwemmt und die enthaltenen Pollen sowie mineralische Bestandteile isoliert und ausgezählt.

## Bedeutung
Die Palynologie liefert für das jeweilige Untersuchungsgebiet eine Folge von Aussagen über den Pflanzenbewuchs sowie mineralische Einträge, die Rückschlüsse auf das örtliche Klima zulassen (sogenannte Klimaproxies). Die Anzahl der heute verfügbaren Pollendiagramme ist kaum noch überschaubar.
Palynologische Forschungen tragen wesentlich zur bio- und klimatostratigraphischen Gliederung ihres Untersuchungsgebietes bei, sind jedoch wegen ihrer räumlichen und zeitlich beschränkten Gültigkeit für eine kontinentale oder gar globale chronostratigraphische Gliederung ungeeignet.
Darüber hinaus stimmen die Pollenzonen verschiedener Forscher selbst für vergleichbare Regionen oft weder inhaltlich noch zeitlich überein (z. B. existieren um 1000 (!) Jahre unterschiedliche Datierungen für Meiendorf, Älteste Dryas, Bølling, oder das Atlantikum). Dies liegt außer an den örtlich unterschiedlichen Bedingungen an den unterschiedlichsten Datierungsverfahren der letzten Jahrzehnte, die zudem oft unzureichend beschrieben werden, v. a. bei Zitaten aus anderen Quellen.